# Alphonse IV (roi d'Aragon)
Pour les articles homonymes, voir Alphonse IV et Alphonse d'Aragon.
Alphonse IV d'Aragon dit le Bénin ou le Débonnaire (en catalan Alfons el Benigne, en castillan Alfonso el Benigno), né en janvier 1299 à Naples, et mort le 24 janvier 1336 à Barcelone, est roi d'Aragon sous le nom d’Alphonse IV, comte de Barcelone sous le nom d’Alphonse III, roi de Valence sous le nom d’Alphonse II, roi de Sardaigne et de Corse sous le nom d’Alphonse Ier de 1327 à 1336. Auparavant, par son mariage avec Thérèse d'Entença, il avait été comte d'Urgell, vicomte d'Àger baron d'Entença, d'Antillón et d'Alcolea de Cinca sous le nom d’Alphonse Ier de 1314 à 1327.

## Biographie

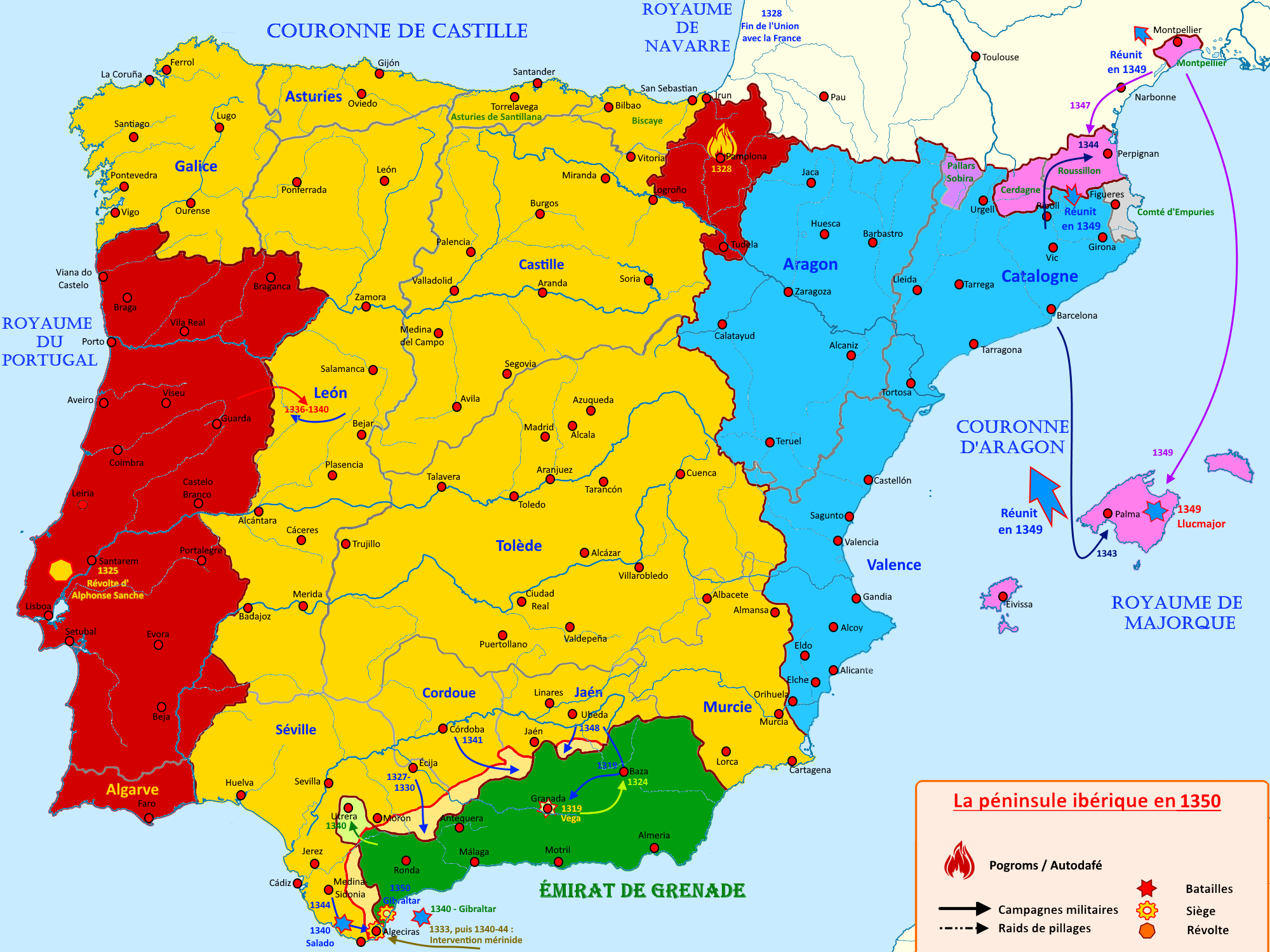
La couronne d'Aragon de 1314 à 1350.

Alphonse est le second fils de Jacques II d'Aragon et de Blanche d'Anjou. Le 10 septembre 1314 il épouse Thérèse d'Entença, héritière du comté d'Urgell. Ce mariage était le fruit d'un arrangement entre le comte Armengol X et le roi Jacques II. Le comte, sans descendant, convint de transmettre son comté à sa petite-nièce Thérèse d'Entença en échange d'une rente de 10 000 sous. L'accord prévoyait aussi que Thérèse épouserait l'infant Alphonse, permettant ainsi à la couronne de contrôler l'Urgell, dernier comté autonome de Catalogne. Il devint en 1319 l'héritier présomptif après la renonciation de son frère aîné Jacques. Son père l’associa au pouvoir en lui confiant la charge de procureur général de la couronne d'Aragon. En 1323-1324 il commande l'expédition catalane lancée en Sardaigne, royaume qui avait été attribué à Jacques II d'Aragon par le pape en 1297 mais restait de fait indépendant.
Après son accession au trône en 1327, Alphonse IV continua la politique de soumission de la Sardaigne entreprise par son père. Il mena une guerre contre Gênes entre 1329 et 1336 qui lui permit de prendre Sassari, position-clé pour le contrôle de la Sardaigne. Sa première femme étant morte peu avant son couronnement, il épousa en 1329 Éléonore de Castille, fille du roi Ferdinand IV.  Il tenta à cette période de conquérir le royaume de Grenade et celui d'Almeria mais ces tentatives se soldèrent par un échec.
Au royaume de Valence, il publia en 1329 la Juridiction alphonsine qui renforçait les droits des seigneurs locaux, ce qui ne les empêcha pas de s'opposer au roi dans les années 1330 lorsqu'il voulut constituer un apanage important en pays valencien pour ses plus jeunes fils. En 1333, la peste noire fit sa première apparition en Catalogne et au royaume de Valence. En quelques années Barcelone perdit 10 000 habitants.

## Descendance
Avec Thérèse d'Entença :
- Alphonse (qui ne vécut qu'un an) ;
- Pierre IV le Cérémonieux ;
- Jacques Ier, comte d'Urgell (1320-1347) ;
- Fadrique (mort jeune) ;
- Constance (1322-1346), qui se maria avec Jacques III de Majorque ;
- Isabelle (morte jeune) ;
- Sanche (1327, ne survécut que quelques jours).

Avec Éléonore de Castille :
- Ferdinand, Marquis de Tortosa. Il se maria avec Marie, fille de Pierre Ier de Portugal, et fut assassiné par son demi-frère Pierre IV ;
- Jean. Il se maria avec Isabel Núñez de Lara et fut assassiné sur ordre de son cousin Pierre Ier de Castille, le Cruel.

### Sources et bibliographie
- (ca) Armand de Fluvià (préf. Josep M. Salrach), Els primitius comtats i vescomptats de Catalunya : Cronologia de comtes i vescomtes, Barcelone, Enciclopèdia catalana, coll. « Biblioteca universitària » (no 11), avril 1989, 238 p. (ISBN 84-7739-076-2), p. 32-33.
- (ca) Jaume Sobrequés i Callicó et Mercè Morales i Montoya, Contes, reis, comtesses i reines de Catalunya, Barcelone, Editorial Base, coll. « Base Històrica » (no 75), avril 2011, 272 p. (ISBN 978-84-15267-24-9), p. 120-126.